# گمینا واپنو
گمینا واپنو (به لهستانی:  Gmina Wapno) یک گمینا در لهستان است که در شهرستان وانگروویتس واقع شده‌است. گمینا واپنو ۴۴٫۱۹ کیلومتر مربع مساحت و ۳٬۰۶۸ نفر جمعیت دارد.